# Messatida
Messatida (in greco Μεσσάτιδα?) è un ex comune della Grecia nella periferia della Grecia Occidentale (unità periferica dell'Acaia) con 11 873 abitanti secondo i dati del censimento 2001.
È stato soppresso a seguito della riforma amministrativa, detta Programma Callicrate, in vigore dal gennaio 2011 ed è ora compreso nel comune di Patrasso.

## Località
Messatida è suddiviso nelle seguenti comunità:
- Kallithea
- Krini
- Krystallovrysi
- Ovrya
- Petroto
- Saravali
- Thea